# ديف بيرس (ملحن)
ديف بيرس هو ملحن كندي، ولد في 24 أكتوبر 1972.

## وصلات خارجية
- ديف بيرس على موقع IMDb (الإنجليزية)
- ديف بيرس على موقع قاعدة بيانات برودواي على الإنترنت (الإنجليزية)